# Grupo alquinilo
En química orgánica, un grupo alquinilo es un grupo funcional derivado de un alquino por eliminación de uno de sus átomos de hidrógeno.

## Nomenclatura
Se nombran a partir del alquino de procedencia añadiendo la terminación inilo:
- CH≡C- etinilo
- CH3-C≡C- 1-propinilo
- CH≡C-CH2- 2-propinilo

- Datos: Q1432646
- Multimedia: Alkynyl groups / Q1432646